# ちぃちゃんのおしながき
『ちぃちゃんのおしながき』は、大井昌和による日本の4コマ漫画。『まんがライフオリジナル』（竹書房）にて連載中。ここでは、並行連載されている『ちぃちゃんのおしながき 繁盛記』（ちいちゃんのおしながき はんじょうき）についても扱う。

## 概要
舞台は東京都練馬区。しっかりものの小学生ちぃちゃん（有坂千夏）とちぃちゃんのママ（有坂三葉）の2人で切り盛りする小料理屋「みづは」の日常を描く作品。幼くして父を亡くし、その父の残した店「みづは」を切り盛りする小学生兼板前のちぃちゃんと、呑んべえで料理の出来ない三葉、みづはの常連達などの日常を描いている。同作者の『ひまわり幼稚園物語あいこでしょ!』は本作の6年後の話で、保育士になった神楽坂と、回想で真下が登場している。
『ちぃちゃんのおしながき』は『まんがライフオリジナル』にて2002年12月号にゲスト掲載された後、2003年6月号から連載が開始された4コマ漫画で、『ちぃちゃんのおしながき 繁盛記』は2007年4月号から『まんがくらぶオリジナル』（同社）で並行連載が開始されていたものが、2009年1月号から『繁盛記』に改題しショートストーリー形式に変更された作品である。『まんがくらぶオリジナル』が2014年12月号で休刊した後、『繁盛記』は同社の『まんがライフSTORIA』に移籍してVOL.9からVol.37（休刊号）まで連載。同社のWEBコミックサイト『ストーリアダッシュ』に移籍して、2019年9月27日から連載開始。
連載が15年以上にも及んでいるため、時代に合わせた変化も見られる（水泳の場面で水着がスパッツタイプに変更される等）。

## 登場キャラクター
有坂 千夏（ありさか ちなつ）
本作の主人公。小学生兼板前。10歳。練馬区立大東小学校5年2組1番。しっかりものだが、少し怒りやすい。
みんなには「ちぃちゃん」と呼ばれている。父の残したレシピを参考に独学で覚えた料理を小料理屋みづはで常連達に振舞っている。
料理の腕前は誰もが認めるものだが、味覚が子供のため、マツタケに濃い味付けをするなど不評を買うことがある。ゴキブリが大の苦手。
朝起きて朝食を作り、学校へ行く前に仕込みをし、下校中に買出し、帰ってから仕込み、夜は板前。
ちぃちゃんが寝ると閉店となる。呑んべえで料理のできないママに振り回されているが、ママのことは大好き。
水泳が大の苦手で、腰洗い槽で溺れるほどのカナヅチ。またホラー系も苦手である。
有坂 三葉（ありさか みつば）
ちぃちゃんのママ。29歳。旧姓葉月。
いつもちぃちゃんに怒られているが、決してめげないお調子者のお酒好き。ちぃちゃんの妊娠から断乳までの約3年ほど禁酒した期間がある。ただし、授乳期に晩酌をしていて酔っ払ったままちぃちゃんに授乳し、母乳に含まれるアルコールでちぃちゃんが酔っ払ったため数年間禁酒した話も存在する。
料理、家事が全くできず唯一の得意料理はカップ麺だったが、電子レンジ料理を覚え普通に食せる料理を作ることができるようになった。味覚はしっかりしており、「料理と酒の相性を判定する」というちぃちゃんにはできない重要な役目がある。料理は壊滅的だがカクテル作りは得意、ちぃちゃんがいないときなどにカクテルとちぃちゃんが事前に用意したつまみなどで「BARクローバー」として店を営業することがある。
自家用車を持っていないが車の免許は持っていてレンタカーでちぃちゃんや客たちと遠出することがある。
ちぃちゃんに無断で店内の一部に生ビールサーバーを設置した事がある。
花見の場所取りの際に誘惑に負け持たされていた花見弁当を全部食べてしまったが、ちぃちゃんはそうなると予想していてもう一つ同じ花見弁当を用意していた。
有坂 正人（ありさか まさと）
ちぃちゃんのパパ。ちぃちゃんが5歳の時に他界。享年不明。明るくやさしい性格。ちなつ（みづはの前の店名）とみづはの元板前。
千夏が嫁入りしたときのために遺したレシピは丁寧に書かれているが、本来は悪筆でとても読めるものではなかった。
自宅の至る所にレシピをまとめたノートを置いていたらしく、掃除の際などに発見される。両親は健在。物語で一度だけお盆に有坂家へちぃちゃんと一緒に行った事がある。
三葉との馴れ初めは、失恋し雨に濡れてちなつの軒下で休んでいた当時女子高生の三葉を店の中に招き入れ、冷えた体を温めさせるためホットワインを飲ませたことがきっかけ。生前は子煩悩で愛妻家であったが、自分が酒を飲ませた事により三葉を飲兵衛にさせてしまった事を後悔していることをノートに書いていた。
真下さん（ましたさん）
みづはの常連客。25歳。山口県出身。近くのクラブ“バンブー”に勤めるホステスで、仕事の前に腹ごしらえに来る明るいお姉さん。
10年後は「スナック真下」の経営者になっている。彼氏なし。
神楽坂さん（かぐらざかさん）
みづはの常連客。25歳。神奈川県横浜市出身。真下さんと同じくクラブ“バンブー”に勤めるホステスで、しっかりした頼れるお姉さん。
10年後は幼稚園の先生になっている。彼氏持ち。
ゆうくん
先代のころからのみづはの常連客。いつもニコニコ優しいおじいさん。孫にたまにしか会えないのが悩み。よくたっくんと寿命に絡んだ話をしている。
千夏が成人するまでは元気にしていることが明かされている。
たっくん
先代のころからのみづはの常連客。ゆうくんとは幼馴染。少し口が悪いけど寂しがりや。独身で、三葉の母に一目惚れした。よくゆうくんと寿命に絡んだ話をしている。
千夏が成人するまでは元気にしていることが明かされている。
上司さん（じょうしさん）
みづはの常連客。鹿児島県出身。クールでバリバリなキャリアウーマン。仕事で疲れた体を癒しにみづはへ来る。
部下くん（ぶかくん）
みづはの常連客。いつも上司に怒られるサラリーマンだが、へこたれない。
学生さん（がくせいさん）
みづはの常連客。21歳。いつも貧乏。唯一の贅沢はみづはで呑むこと。彼女募集中。
食事すらままならないほどの金欠の際は、食事をタダにする代わりにちぃちゃんたちの宿題を手伝うなど、したたかな面もある。
千代田 舞（ちよだ まい）
ちぃちゃんの同級生。小学5年生。いつも元気な女の子。
三原 沙耶（みはら さや）
ちぃちゃんの同級生。小学5年生。おしとやかな女の子。
司くん（つかさくん）
ちぃちゃんの同級生。小学5年生。少し生意気な男の子。
橋本先生
ちぃちゃんの担任の先生。子供にも負けないバイタリティを持ち、「もう少しおしゃれに気を使ったほうが…」と生徒に心配されている。
「嫁にいくより嫁が欲しい」というくらい一見男っぽい先生。
可愛がっていた後輩がいたが、一念発起し教師を辞めて家業を継いでしまった。
たまに「みづは」で飲むようになる。
おばあちゃん
三葉の母。50歳。三葉とは少し仲が悪い。
三葉と同じく料理が苦手。30代（39歳）で「おばあちゃん」になってしまったため、三葉に厳しくあたっているというのをトークのネタにしている。
年齢のサバを読んでいるのか「まだ50前」と発言することがある。
おじいちゃん
三葉の父。年齢不明。おばあちゃんのまずい料理を食べさせられては入退院を繰り返している。
舞ママ
千代田舞の母。三葉のママ友。
沙耶ママ
三原沙耶の母。三葉のママ友。
司ママ
司くんの母。三葉のママ友。子だくさん。
いなせさん
眼鏡と髪飾りが特徴の女性。本名は「稲瀬」だが、食べっぷりや飲みっぷりが格好いいため、ちぃちゃんたちからは専ら「いなせさん」・「いなちん」と呼ばれている。
常に本を携帯していて読書を好む、見た目通りの大人しい性格だが、実は酒豪でお酒が入ると社交的に変貌する。
初登場は繁盛記の「二郎的パンケーキ」だが、2018年に刊行された増刊号のスペシャル読み切りの夏祭り編では、二朗的パンケーキより先に登場している。
メグちゃん
初登場は繁盛記。ちぃちゃんたちが海に海水浴へ行った際に知り合った、褐色の肌と八重歯が特徴で喋り方もボーイッシュな女の子。
理由は不明だが父子家庭で、父親は漁師を営んでいて時折みづはへ魚を届けることがある。
ちぃちゃんと同じく料理が達者。

## 書誌情報
- 大井昌和 『ちぃちゃんのおしながき』 竹書房〈バンブー・コミックス〉、既刊20巻（2025年2月17日現在）
  1. 2004年7月27日発売[2]、ISBN 4-8124-6007-7
  2. 2006年6月27日発売[3]、ISBN 4-8124-6481-1
  3. 2007年1月17日発売[4]、ISBN 978-4-8124-6551-6
  4. 2008年1月17日発売[5]、ISBN 978-4-8124-6786-2
  5. 2008年10月16日発売[6]、ISBN 978-4-8124-6890-6
  6. 2009年10月17日発売[7]、ISBN 978-4-8124-7168-5
  7. 2010年11月17日発売[8]、ISBN 978-4-8124-7473-0
  8. 2011年11月17日発売[9]、ISBN 978-4-8124-7686-4
  9. 2012年11月17日発売[10]、ISBN 978-4-8124-8037-3
  10. 2013年11月16日発売[11]、ISBN 978-4-8124-8449-4
  11. 2014年11月17日発売[12]、ISBN 978-4-8019-5032-0
  12. 2016年2月17日発売[13]、ISBN 978-4-8019-5454-0
  13. 2017年3月17日発売[14]、ISBN 978-4-8019-5780-0
  14. 2018年4月17日発売[15]、ISBN 978-4-8019-6233-0
  15. 2019年5月16日発売[16]、ISBN 978-4-8019-6610-9
  16. 2020年6月17日発売[17]、ISBN 978-4-8019-6970-4
  17. 2021年7月15日発売[18]、ISBN 978-4-8019-7352-7
  18. 2022年8月17日発売[19]、ISBN 978-4-8019-7810-2
  19. 2023年9月14日発売[20]、ISBN 978-4-8019-8153-9
  20. 2025年2月17日発売[21]、ISBN 978-4-8019-8567-4
- 大井昌和 『ちぃちゃんのおしながき 繁盛記』 竹書房〈バンブー・コミックス〉、既刊12巻（2023年5月17日現在）
  1. 2009年10月17日発売[22]、ISBN 978-4-8124-7169-2
  2. 2010年10月16日発売[23]、ISBN 978-4-8124-7457-0
  3. 2011年10月17日発売[24]、ISBN 978-4-8124-7671-0
  4. 2012年6月16日発売[25]、ISBN 978-4-8124-7795-3
  5. 2013年4月17日発売[26]、ISBN 978-4-8124-8146-2
  6. 2014年3月17日発売[27]、ISBN 978-4-8124-8534-7
  7. 2015年2月14日発売[28]、ISBN 978-4-8019-5086-3
  8. 2016年11月17日発売[29]、ISBN 978-4-8019-5681-0
  9. 2017年12月16日発売[30]、ISBN 978-4-8019-6135-7
  10. 2019年10月17日発売[31]、ISBN 978-4-8019-6768-7
  11. 2021年5月17日発売[32]、ISBN 978-4-8019-7297-1
  12. 2023年5月17日発売[33]、ISBN 978-4-8019-8012-9